# Zygophyllum macropodum
Zygophyllum macropodum är en pockenholtsväxtart som beskrevs av A. Boriss.. Zygophyllum macropodum ingår i släktet Zygophyllum och familjen pockenholtsväxter. Inga underarter finns listade i Catalogue of Life.